# Siegfried I van Anhalt
Siegfried I van Anhalt (circa 1230 - Köthen, 25 maart 1298) was van 1244 tot 1259 samen met zijn broers vorst van Anhalt. Rond 1259 verdeelden zij hun gebieden en werd Siegfried de eerste vorst van Anhalt-Köthen. Bernhard stamde uit de dynastie der Ascaniërs en werd de stamvader van de linie Anhalt-Köthen.

## Levensloop
Hij was de jongste zoon van vorst Hendrik I van Anhalt en Irmgard van Thüringen, dochter van landgraaf Herman I van Thüringen.
In 1244 trok zijn vader zich terug als heerser en droeg het bestuur over aan zijn zoons: Hendrik II, Bernhard I en Siegfried.
Hoewel vaak wordt aangenomen dat de drie broers hun erfenis direct na de dood van hun vader in 1252 verdeelden, bleven ze aanvankelijk samen regeren. Op 14 juli 1259 namen ze gezamenlijk de bescherming over het Klooster van Gods genade bij Calbe op zich. Een jaar eerder hadden ze echter al afzonderlijk de overdracht van het dorp Buro bij Coswig aan de Duitse Orde bevestigd. Een delingsverdrag is niet overgeleverd, maar na 1259 was Anhalt feitelijk in drie delen verdeeld. Bij de verdeling kreeg Siegfried het gebied rond Köthen en de voogdij over het klooster Nienburg.
Toen na de dood van landgraaf Hendrik Raspe van Thüringen in 1247 het huis Ludovingen uitstierf en de Thüringse Successieoorlog uitbrak, kreeg Siegfried I bij recht van zijn moeder de macht over het paltsgraafschap Saksen. Later stond hij in ruil voor een grote geldsom het paltsgraafschap Saksen af aan het huis Wettin.
In 1290 trok hij zich terug als vorst van Anhalt-Zerbst om monnik in een klooster te worden, waarna zijn zoon Albrecht de macht overnam. Siegfried I bleef echter zijn titel van vorst en zijn rang behouden tot aan zijn dood in 1298.

## Huwelijk en nakomelingen
Op 17 oktober 1259 huwde Siegfried I met Katharina (1245-1289), dochter van Birger Jarl, regent van Zweden en schoonbroer van koning Erik XI van Zweden. Ze kregen volgende kinderen:
- Albrecht I (overleden in 1316), vorst van Anhalt-Zerbst
- Hendrik (overleden in 1340/1341), proost in Halberstadt
- Siegfried (overleden in 1317), kanunnik in Maagdenburg
- Herman (overleden na 1328), lid van de Duitse Orde en Comtur in Dessau
- Agnes (overleden na 1316), abdis in Coswig
- Hedwig (overleden na 1319), abdis in Coswig
- Elisabeth (overleden na 1316), zuster in Coswig
- Judith (overleden na 1316), zuster in Coswig
- Constance (overleden na 1316), zuster in Coswig
- Sophia (overleden na 1290), huwde met graaf Lodewijk van Hakeborn